# Saison 1973-1974 de la LAH
Saison précédente Saison suivante
La saison 1973-1974 de la Ligue américaine de hockey est la 38e saison de la ligue au cours de laquelle douze équipes jouèrent chacune 76 matchs en saison régulière. Les divisions sont renommées : la division Est devenant la division Nord et celle de l'Ouest devenant la division Sud. Les Bears de Hershey remportent leur cinquième coupe Calder.

## Saison régulière

### Classement
| Clt   | Équipe                          | PJ | V  | D  | N  | BP  | BC  | Pts |
| ----- | ------------------------------- | -- | -- | -- | -- | --- | --- | --- |
| +001, | Americans de Rochester          | 76 | 42 | 21 | 13 | 296 | 248 | 97  |
| +002, | Reds de Providence              | 76 | 38 | 26 | 12 | 330 | 244 | 88  |
| +003, | Voyageurs de la Nouvelle-Écosse | 76 | 37 | 27 | 12 | 263 | 223 | 86  |
| +004, | Nighthawks de New Haven         | 76 | 35 | 31 | 10 | 291 | 275 | 80  |
| +005, | Braves de Boston                | 76 | 23 | 40 | 13 | 239 | 297 | 59  |
| +006, | Kings de Springfield            | 76 | 21 | 40 | 15 | 251 | 327 | 57  |

| Clt   | Équipe                 | PJ | V  | D  | N  | BP  | BC  | Pts |
| ----- | ---------------------- | -- | -- | -- | -- | --- | --- | --- |
| +001, | Clippers de Baltimore  | 76 | 42 | 24 | 10 | 310 | 232 | 94  |
| +002, | Bears de Hershey       | 76 | 39 | 23 | 14 | 320 | 241 | 92  |
| +003, | Swords de Cincinnati   | 76 | 40 | 25 | 11 | 273 | 233 | 91  |
| +004, | Robins de Richmond     | 76 | 22 | 40 | 14 | 248 | 320 | 58  |
| +005, | Barons de Jacksonville | 76 | 24 | 44 | 8  | 244 | 334 | 56  |
| +006, | Wings de la Virginie   | 76 | 22 | 44 | 10 | 216 | 307 | 54  |

- En gras : qualifiés pour les séries

### Meilleurs pointeurs
| Joueur         | Équipe                          | PJ | B  | A  | Pts | Pun |
| -------------- | ------------------------------- | -- | -- | -- | --- | --- |
| Steve West     | Nighthawks de New Haven         | 76 | 50 | 60 | 110 | 41  |
| Marc Dufour    | Clippers de Baltimore           | 74 | 42 | 62 | 104 | 21  |
| Art Stratton   | Americans de Rochester          | 76 | 24 | 71 | 95  | 118 |
| Bobby Rivard   | Clippers de Baltimore           | 76 | 36 | 56 | 92  | 48  |
| Barry Merrell  | Americans de Rochester          | 75 | 28 | 59 | 87  | 49  |
| Rick Middleton | Reds de Providence              | 63 | 36 | 48 | 84  | 14  |
| Larry Fullan   | Voyageurs de la Nouvelle-Écosse | 76 | 37 | 47 | 84  | 19  |
| Murray Kuntz   | Americans de Rochester          | 73 | 51 | 31 | 82  | 33  |
| Doug Gibson    | Braves de Boston                | 76 | 31 | 51 | 82  | 16  |
| Howie Menard   | Clippers de Baltimore           | 73 | 42 | 39 | 81  | 66  |

## Séries éliminatoires
Les quatre premiers de chaque division sont qualifiés. Toutes les séries sont disputées au meilleur des sept matchs.
- Le premier de chaque division rencontre le quatrième de cette même division. Le deuxième rencontre le troisième.
- Les vainqueurs se rencontrent.
- Les gagnants de chaque division se disputent la coupe Calder[3].

|  | Premier tour | Premier tour    | Premier tour | Premier tour |   |            | Deuxième tour | Deuxième tour | Deuxième tour | Deuxième tour |  |  | Finale | Finale | Finale | Finale |
|  |              |                 |              |              |   |            |               |               |               |               |  |  |        |        |        |        |
|  |              |                 |              |              |   |            |               |               |               |               |  |  |        |        |        |        |
|  |              |                 |              |              |   |            |               |               |               |               |  |  |        |        |        |        |
|  | 1            | Rochester       | 2            | 2            |   |            |               |               |               |               |  |  |        |        |        |        |
|  | 1            | Rochester       | 2            | 2            |   |            |               |               |               |               |  |  |        |        |        |        |
|  | 4            | New Haven       | 4            | 4            |   |            |               |               |               |               |  |  |        |        |        |        |
|  | 4            | New Haven       | 4            | 4            | 4 | New Haven  | 0             | 0             |               |               |  |  |        |        |        |        |
|  |              |                 |              |              | 4 | New Haven  | 0             | 0             |               |               |  |  |        |        |        |        |
|  |              |                 | 2            | Providence   | 4 | 4          |               |               |               |               |  |  |        |        |        |        |
|  | 3            | Nouvelle-Écosse | 2            | Providence   | 4 | 4          | 2             | 2             |               |               |  |  |        |        |        |        |
|  | 3            | Nouvelle-Écosse |              |              |   |            |               | 2             |               |               |  |  |        |        |        |        |
|  | 2            | Providence      | 4            | 4            |   |            |               |               |               |               |  |  |        |        |        |        |
|  | 2            | Providence      | 4            | 4            | 2 | Providence | 1             | 1             |               |               |  |  |        |        |        |        |
|  |              |                 |              |              | 2 | Providence | 1             | 1             |               |               |  |  |        |        |        |        |
|  |              |                 | 2            | Hershey      | 4 | 4          |               |               |               |               |  |  |        |        |        |        |
|  | 1            | Baltimore       | 2            | Hershey      | 4 | 4          | 4             | 4             |               |               |  |  |        |        |        |        |
|  | 1            | Baltimore       |              |              |   |            |               |               |               |               |  |  |        |        |        |        |
|  | 4            | Richmond        | 1            | 1            |   |            |               |               |               |               |  |  |        |        |        |        |
|  | 4            | Richmond        | 1            | 1            | 1 | Baltimore  | 0             | 0             |               |               |  |  |        |        |        |        |
|  |              |                 |              |              | 1 | Baltimore  | 0             | 0             |               |               |  |  |        |        |        |        |
|  |              |                 | 2            | Hershey      | 4 | 4          |               |               |               |               |  |  |        |        |        |        |
|  | 3            | Cincinnati      | 2            | Hershey      | 4 | 4          | 1             | 1             |               |               |  |  |        |        |        |        |
|  | 3            | Cincinnati      |              |              |   |            |               | 1             |               |               |  |  |        |        |        |        |
|  | 2            | Hershey         | 4            | 4            |   |            |               |               |               |               |  |  |        |        |        |        |
|  | 2            | Hershey         | 4            | 4            |   |            |               |               |               |               |  |  |        |        |        |        |
|  |              |                 |              |              |   |            |               |               |               |               |  |  |        |        |        |        |

## Trophées

### Trophées collectifs
| Coupe Calder : Vainqueurs des séries                        | Bears de Hershey       |
| Trophée F.-G.-« Teddy »-Oke : Champions de la division Nord | Americans de Rochester |
| Trophée John-D.-Chick : Champions de la division Sud        | Clippers de Baltimore  |

### Trophées individuels
| Trophée Les-Cunningham : Meilleur joueur de la saison                                 | Art Stratton (Americans de Rochester)                            |
| Trophée John-B.-Sollenberger : Meilleur pointeur                                      | Steve West (Nighthawks de New Haven)                             |
| Trophée Dudley-« Red »-Garrett : Meilleure recrue                                     | Rick Middleton (Reds de Providence)                              |
| Trophée Eddie-Shore : Meilleur défenseur de la saison                                 | Gordie Smith (Kings de Springfield)                              |
| Trophée Harry-« Hap »-Holmes : Gardien(s) de l'équipe ayant encaissé le moins de buts | Jim Shaw (en) et Dave Elenbaas (Voyageurs de la Nouvelle-Écosse) |
| Trophée Louis-A.-R.-Pieri : Meilleur entraîneur de la saison                          | Don Cherry (Americans de Rochester)                              |